# 스노우파이프
주식회사 스노우파이프(snowpipe)는 서울특별시 강남구 압구정로 152에 본사를 둔 게임 업체이다.

## 연혁
- 2014년 1월 9일: 회사 설립

## 주요 작품
- 피구왕통키 M[1]